# Hans-Jürgen Ammon
Hans-Jürgen Ammon (* 28. April 1947 in Nürnberg) ist ein ehemaliger deutscher Fußballspieler. Der Abwehrspieler lief für die SpVgg Fürth und den 1. FC Schweinfurt 05 in der zweitklassigen Regionalliga Süd respektive 2. Bundesliga auf.

## Sportlicher Werdegang
Ammon war Jugendspieler des TV 1895 Burgfarrnbach, für den er auch im Erwachsenenbereich debütierte. 1971 wechselte er zur seinerzeit zweitklassig antretenden SpVgg Fürth, bei der er unter Trainer Werner Bickelhaupt auf Anhieb Stammspieler wurde und nach dessen Entlassung unter Nachfolger Heinz Elzner blieb. Mit dem Klub belegte er in den folgenden drei Spielzeiten jeweils Mittelfeldplätze, so dass er sich für die neu geschaffene 2. Bundesliga qualifizierte. In der Auftaktsaison 1974/75 übernahm Trainer Alfred Hoffmann die Mannschaft. Hatte Ammon in den drei Jahren Regionalliga insgesamt 97 der 104 möglichen Partien absolviert, so stand er unter Hoffmann in 15 Spielen in der 2. Bundesliga auf dem Feld.
1975 schloss sich Ammon dem Ligakonkurrenten 1. FC Schweinfurt 05 an, der in der Spielzeit 1974/75 nur aufgrund der schlechteren Tordifferenz gegenüber dem punktgleichen FK Pirmasens als Tabellendritter die Teilnahme an der Aufstiegsrunde zur Bundesliga verpasste. Trotz 21 Toren von Lothar Emmerich verpasste er mit der Mannschaft am Ende der Zweitligasaison 1975/76 den Klassenerhalt, dabei war Ammon in 26 Spielen zum Einsatz gekommen und hatte drei Tore erzielt. Zu Beginn der Bayernligasaison 1976/77 stand er noch beim Klub unter Vertrag, ehe er gemeinsam mit Dietmar Diekmann, Dieter Pöhnl und Horst Raubold beim finanziell angeschlagenen Klub nach ausgebliebenen Gehaltszahlungen in einen Trainingsstreik trat und sich später dem Bayern-Landesligisten 1. FC Herzogenaurach anschloss. Nach einer Station beim seinerzeitigen Bezirksligisten ASV Zirndorf spielte er ab 1978 für den ASV Herzogenaurach und den TSV Röttenbach erneut in der Landesliga, ehe er zwischen 1983 und 1986 bei seinem Heimatverein TV 1895 Burgfarrnbach im unterklassigen Amateurbereich die aktive Laufbahn ausklingen ließ. Für Röttenbach kam er in der Saison 1981/82 zu einem Einsatz im DFB-Pokal.